# Tattershall Castle
Tattershall Castle är ett slott i Storbritannien.   Det ligger i grevskapet Lincolnshire och riksdelen England, i den sydöstra delen av landet, 180 km norr om huvudstaden London. Tattershall Castle ligger 9 meter över havet.
Terrängen runt Tattershall Castle är mycket platt. Runt Tattershall Castle är det ganska tätbefolkat, med 78 invånare per kvadratkilometer. Närmaste större samhälle är Boston, 17,7 km sydost om Tattershall Castle. Trakten runt Tattershall Castle består till största delen av jordbruksmark.